# Schokkerplaat

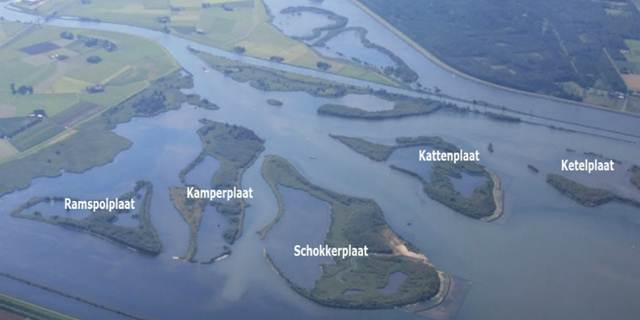
De nieuwe eilanden in de IJsselmonding

De Schokkerplaat is een van de zeven kunstmatige onbewoonde eilanden die tussen 2002 en 2006 zijn opgespoten in de IJsselmonding tussen de Nederlandse plaatsen Kampen en Dronten. De eilanden Ramspolplaat, Kamperplaat, Schokkerplaat, Kattenplaat en Ketelplaat liggen nabij het Kattendiep. In 2016 kregen de bovengenoemde eilanden een naam. Schokkerplaat is het middelste van de 5 opgespoten eilanden/platen van de gelijknamige gemeente, in het natuurgebied IJsselmonding. De eilanden Hanzeplaat en IJsseloog behoren tot de gemeente Dronten, de andere vijf eilanden/platen maken onderdeel uit van de gemeente Kampen.
Het eiland wordt beheerd door Staatsbosbeheer en ligt in het Nationaal Landschap IJsseldelta.

## Afbeeldingen

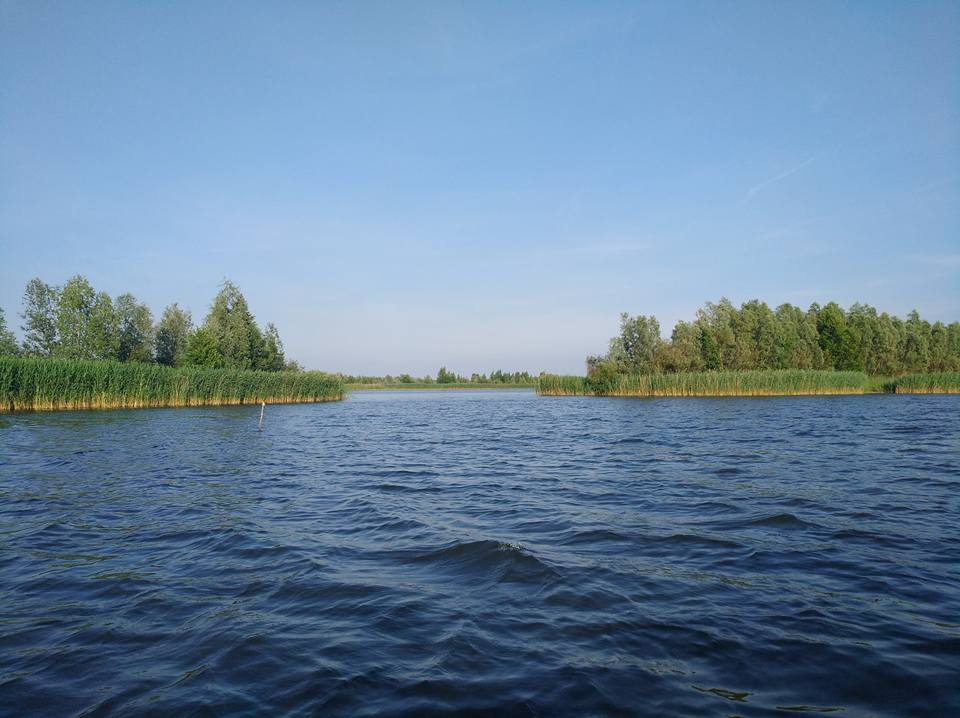
Doorkijk vanaf het Ketelmeer naar Schokkerplaat (Links) en Kamperplaat rechts
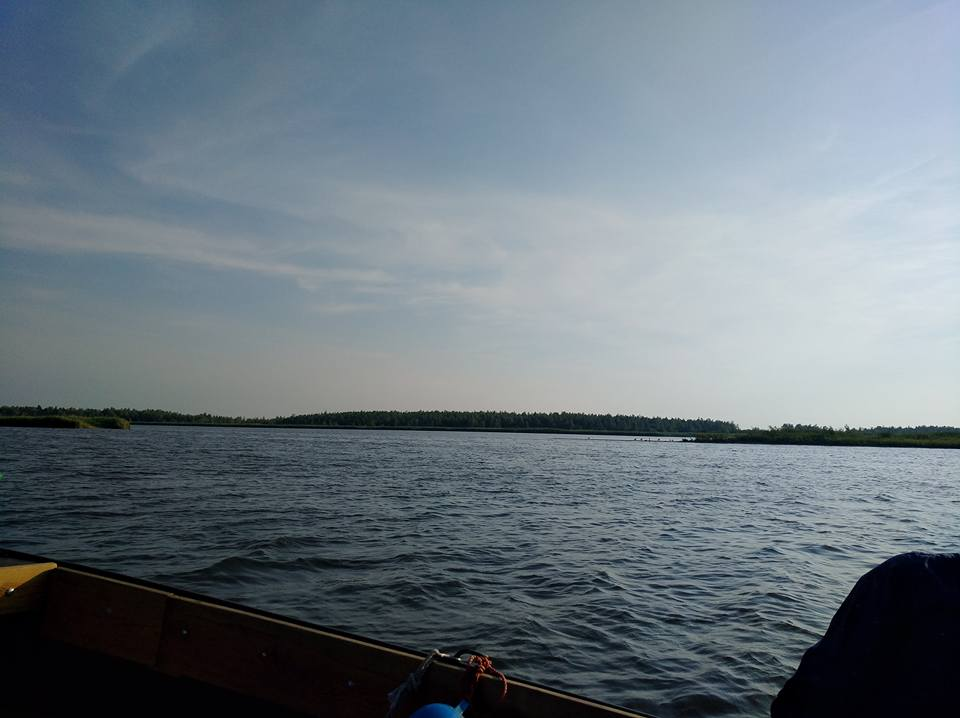
Doorkijkje naar Schokland, FL vanaf het Ketelmeer in OV met links Schokkerplaat en rechts Kamperplaat. Beide eilanden zijn gelegen in de Overijsselse gemeente Kampen
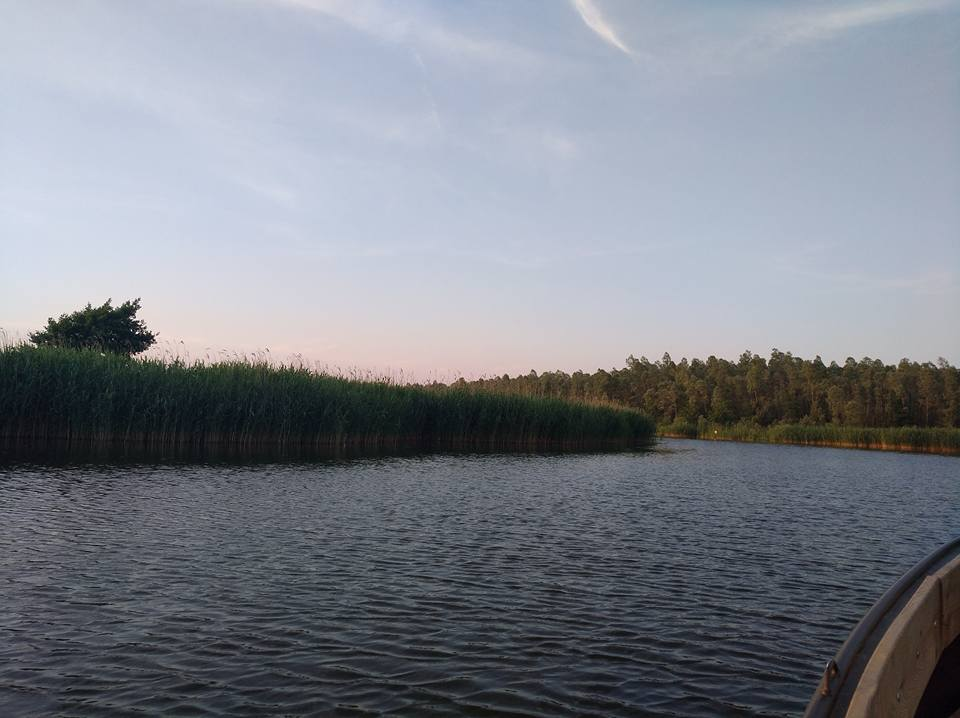
Doorkijk vanaf het Ketelmeer naar Schokkerplaat (Links) en Keteleiland rechts